# Wibault 72
Le Wibault 72 est un avion militaire de l'entre-deux-guerres, conçu par la société des avions Michel Wibault, et qui servit comme avion de chasse monoplace dans l'Armée de l'air française. Il était monoplan à aile « parasol » et entièrement en métal.
Il a été construit à 69 exemplaires pour l'Armée de l'air française. En 1932 notamment, il équipait 4 escadrilles de la 7e escadre de Dijon

## Conception
Mis au point en 1927, le Wibault 7 dérivait du prototype Wibault 3 de 1923. Il se présentait comme un avion de chasse monoplace à aile parasol équipé d'un moteur Gnome et Rhône de 480 ch. La principale innovation dont bénéficiait cet appareil résidait dans sa construction entièrement métallique.

## Engagements
60 Wibault 72 de série, dotés de haubans de voilure renforcés, furent réalisés et entrèrent en service au sein des 32e et 35e régiments d'aviation, à Lyon et à Dijon, à partir de 1929.
25 autres appareils de ce type furent fournis à l'aéronautique militaire polonaise entre 1929 et 1930.

## Variantes
- Le Wibault 73, apparu en 1927 avec un moteur Lorraine de 450 ch, fut exporté au Paraguay à raison de 7 exemplaires[4]. Ce furent les premiers chasseurs de la cette nouvelle force aérienne, désignée Fuerza Aérea Paraguaya, qui est une des plus anciennes d'Amérique du Sud. Il ne fut pas nécessaire de changer les marques de nationalité, dans la mesure où la cocarde du Paraguay est identique à celle de la France.

- Le Wibault 74 à fuselage renforcé et crosse d'appontage fut livré à l'aéronavale française, de même que le Wibault 75 muni d'une caméra (18 exemplaires chacun)[3].

## Pays utilisateurs
France
 Pologne
 Paraguay